# Gotthilf Fischer
Pour les articles homonymes, voir Fischer.
Gerhard Albert Fischer, connu sous le nom Gotthilf Fischer (né le 11 février 1928 à Plochingen, Bade-Wurtemberg, et mort le 11 décembre 2020) est un chef de chœur allemand, célèbre pour la création des Fischer-Chöre qui constituent un véritable phénomène musical en Allemagne.

## Biographie
La carrière de Gotthilf Fischer commence en 1946, lorsqu'à l'âge de 18 ans, bien qu'autodidacte, il prend la direction du Concordia Gesangverein une chorale à Deizisau, dans l'arrondissement d'Esslingen.
Dès 1949, il reçoit le premier prix du Festival de musique de la Souabe et se voit progressivement confier la direction d'autres chœurs, ce qui marque les débuts des Fischer-Chöre.
Grâce à cette organisation, il est possible d'organiser des spectacles réunissant jusqu'à 1 500 choristes. Les premières apparitions à la télévision allemande datent de 1969, les Fischer-Chöre devenant vite très populaires en Allemagne.
Le succès international démarre avec le spectacle organisé pour la Coupe du monde de football de 1974 qui réunit un chœur de plus de 1 000 voix.
Gotthilf Fischer réalise ensuite avec ses choristes des tournées en Europe, aux États-Unis et même à Jerusalem. À partir de 1990 leur est consacré un programme de la télévision allemande, Strasse der Lieder.

## Sources
- (de) Cet article est partiellement ou en totalité issu de l’article de Wikipédia en allemand intitulé « Gotthilf Fischer » (voir la liste des auteurs).